# Waterville (Vermont)
Waterville es un pueblo ubicado en el condado de Lamoille en el estado estadounidense de Vermont. En el año 2010 tenía una población de 673 habitantes y una densidad poblacional de 15,84 personas por km².

## Geografía
Waterville se encuentra ubicado en las coordenadas 44°42′52″N 72°44′56″O / 44.71444, -72.74889.

## Demografía
Según la Oficina del Censo en 2000 los ingresos medios por hogar en la localidad eran de $39,453 y los ingresos medios por familia eran $42,857. Los hombres tenían unos ingresos medios de $34,250 frente a los $22,917 para las mujeres. La renta per cápita para la localidad era de $18,081. Alrededor del 10.7% de la población estaba por debajo del umbral de pobreza.